# تمدن ۵
تمدن ۵ (به انگلیسی: Civilization V) پنجمین نسخه از مجموعه بازی‌های تمدن در سبک استراتژی نوبتی است که توسط فیراکسیس گیمز ساخته‌شد و در ۲۱ سپتامبر ۲۰۱۰ توسط ۲کا گیمز برای ویندوز و سپس در ۲۳ نوامبر همان سال برای مک اواس ده، و ژوئن ۲۰۱۴ برای لینوکس منتشر شد.
در تمدن ۵ به مانند بازی‌های قبلی این مجموعه، بازی کننده در سرزمینی که نقشهٔ آن توسط خود او پیکربندی می‌شود، رهبری یکی از تمدنهای بشری را از دوران ماقبل تاریخ به دست می‌گیرد و با دیگر تمدن‌ها به رقابت می‌پردازد و در نهایت با کسب یکی از موارد پیروزی (علوم، دیپلماسی، گسترش قلمرو، توسعهٔ اقتصادی و پیروزی نظامی) توسط هرکدام از تمدن‌ها بازی به پایان می‌رسد. در این نسخه برخلاف قبلی‌ها، تقسیم‌بندی زمین به جای واحدهای مربع شکل، شش‌گوش است.
بسیاری از قابلیت‌های بازی قبلی تمدن ۴، مانند مذاهب و جاسوسی (espionage) برداشته شده یا تغییر کرده‌اند. واحدهای جنگی نمی‌توانند همزمان در یک بخش حضور داشته باشند و شهرها می‌توانند با شلیک به نیروهای دشمن که نزدیک به مرز هستند از خود دفاع کنند. جاده‌ها نیاز به پرداخت هزینه برای نگهداری دارند و برخلاف تمدن ۴ که زمین و نقشه دارای انبوهی از جاده‌ها می‌بود، ساخت جاده‌های بسیار در تمدن ۵ کمتر معمول است. این نسخه نیز به مانند تمدن ۴ قابلیت بازی همزمان چند بازیکن را از طریق شبکهٔ محلی یا اینترنت داراست.
در این بازی هرکدام از رهبران به زبان خاص خود صحبت می‌کنند (برای مثال ناپلئون بناپارت رهبر فرانسه به فرانسوی) و البته نوشتارها برای برقراری دیپلماسی به زبان انگلیسی یا یکی از زبان‌های ارائه شده توسط ۲کا گیمز است. در این نسخه داریوش اول هخامنشی رهبر پارس به اشتباه به زبان آرامی صحبت می‌کند که از لحاظ زبان‌شناسی مادر زبان‌های سامی (مثل عربی و عبری) است. این بازی توسط گویندگان صدا و سیمای ایران دوبله شده است و در اختیار کاربران فارسی‌زبان قرار گرفته است. نسخه جدید این بازی با نام تمدن ۶ در سال ۲۰۱۷ منتشر شد.